# Антропология с прагматической точки зрения
«Антропология с прагматической точки зрения» (нем. Antropologie in pragmatischer Hinsicht) — последняя книга Иммануила Канта, подготовленная и изданная им самим в 1798 году в Кёнигсберге. 2-е переработанное издание вышло в 1800 г. Она написана по материалам лекций по антропологии, которые Кант прочитал студентам Альбертины более 20 раз. Последний курс был прочитан в зимний семестр 1795—1796 гг.

## Структура
Книга состоит из двух частей — «Антропологическая дидактика» и «Антропологическая характеристика».
В первую часть входят 3 книги: «О познавательной способности», «Чувство удовольствия и неудовольствия», «О способности желания».
Вторая часть имеет меньший объём, и в ней последовательно разбираются характеры личности, народа, пола и рода.

## Переводы
Перевод на русский был сделан Н. М. Соколовым в 1900 году.
В 1994 году труд был издан в переводе М. И. Левиной.